# ألكسندر ألكسندروف (رياضياتي)
ألكسندر دانيلوفيتش ألكسندروف (4 أغسطس 1912 - 27 يوليو 1999) (الروسية: Алекса́ндр Дани́лович Алекса́ндров) هو رياضياتي وفيزيائي وفيلسوف ومتسلق جبال سوفيتي روسي.

## مسيرته

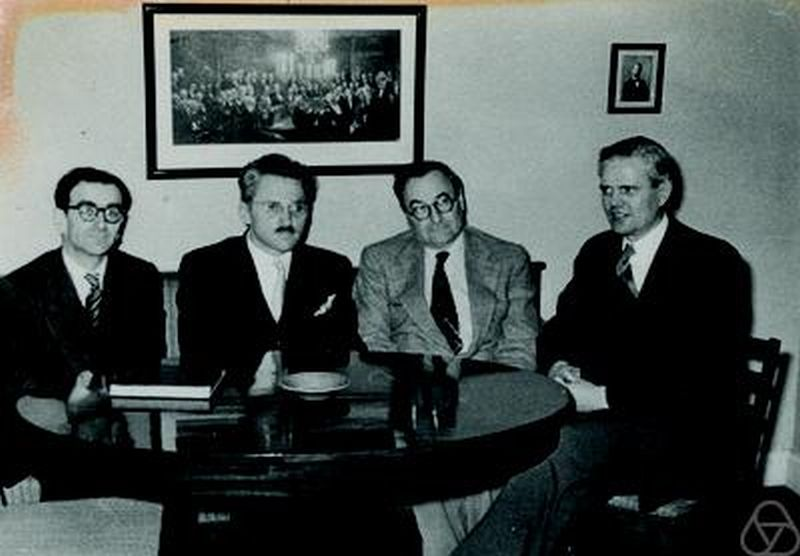
فيرنر فينتشل (يسار)، ألكسندر د. ألكسندروف، هربرت بوسمان، بورج جيسن، 1954

ولد ألكسندر ألكسندروف سنة 1912 في قرية فولين، ريازان أوبلاست. تخرج من قسم الفيزياء في جامعة سانت بطرسبرغ الحكومية. عمل ألكسندروف في المعهد الحكومي البصري (GOI) وفي الوقت نفسه كان يُلقي محاضرات في قسم الرياضيات والميكانيكا في الجامعة.
في عام 1951 أصبح عضوا في الحزب الشيوعي السوفيتي.

## جوائز
- جائزة الدولة السوفيتية (1942)
- جائزة لوباشيفسكي الدولية (1951)
- ميدالية أويلر الذهبية للأكاديمية الروسية للعلوم (1992)

## روابط خارجية
- O'Connor، John J.؛ Robertson، Edmund F.، "ألكسندر ألكسندروف (رياضياتي)"، تاريخ ماكتوتور لأرشيف الرياضيات (with additional photos)
- ألكسندر ألكسندروف (رياضياتي) في شجرة علماء الرياضيات (incomplete students listing as of December 2004)
- Review of Alexandrov's "Convex Polytopes" – by R. Connelly, published at the ماثماتيكل ريفيوز.
- Alexandr Danilovich Alexandrov – biography, reminiscences, references (from St. Petersburg Mathematical Society website)